# موريس بيترسون
موريس بيترسون (بالإنجليزية: Morris Peterson)‏ مواليد 26 أغسطس 1977 في فلينت، هو لاعب كرة سلة أمريكي سابق بدأ مسيرته الاحترافية في سنة 2000. اعتزل اللعب في 2011.

## فرق لعب لها
- تورونتو رابتورز
- نيو أورلينز بيليكانز
- أوكلاهوما سيتي ثاندر

## روابط خارجية
- موريس بيترسون على موقع إن بي أي (الإنجليزية)
- موريس بيترسون على موقع سبورتس رفرنس (الإنجليزية)
- موريس بيترسون على موقع كرة السلة الأوروبية.كوم (الإنجليزية)
- موريس بيترسون على موقع كلية كرة السلة في سبورتس رفرنس.كوم (الإنجليزية)
- موريس بيترسون على موقع ريلجم (الإنجليزية)
- موريس بيترسون على موقع بروبوليرز (الإنجليزية)